# Lindsey Vonn
Lindsey Caroline Vonn, född Kildow den 18 oktober 1984 i Saint Paul i Minnesota, är en amerikansk alpin skidåkare, känd som den mest framgångsrika genom tiderna efter Mikaela Shiffrin. Hon har vunnit den totala världscupen fyra gånger och har totalt 82 världscupsegrar.
Utöver de fyra vinsterna av den totala världscupen har Vonn även 13 vinster i individuella discipliner, däribland fem vinster i rad i störtloppscupen (2008–2012). Hon har också två VM-guld, i störtlopp och super-G från VM i Val-d'Isere 2009, tre VM-silver (i störtlopp och super-G från VM i Åre 2007 och i störtlopp från VM i Garmisch 2011) samt OS-guld i störtlopp och OS-brons i super-G från Olympiska spelen i Vancouver 2010.
Den 22 oktober 2011 blev Vonn den femte kvinnan någonsin med en vinst i varje disciplin i den alpina världscupen; detta i och med hennes första vinst i grenen storslalom under den första tävlingen i världscupen 2011/2012.

## Biografi
Vonn föddes som Lindsey Caroline Kildow i Saint Paul i Minnesota som den äldsta av fem syskon. Hennes far, som själv var en lovande skidåkare i sin ungdom, var mycket angelägen om att Lindsey skulle följa i hans fotspår och hon började åka skidor i Buck Hill i Minnesota vid två års ålder. Efter flera års pendlande mellan hemmet i Saint Paul och Colorado flyttade familjen Kildow till Vail. Vid tio års ålder mötte Lindsey den förra skidstjärnan Picabo Street, ett möte som gjorde stort intryck på dem båda. Vonn ser idag Street som sin förebild inom sporten och som också har fungerat som en mentor åt henne.
Vonn gjorde sin världscupdebut vid 16 års ålder, i Park City i Utah, den 18 november 2000. Hennes första seger i världscupen kom den 3 december 2004 då hon vann i störtlopp i Lake Louise i Kanada.
Vonn tilldelades Laureuspriset för årets idrottskvinna i världen 2010, samt priset för årets idrottskvinna i USA 2010.
I samband med fartträningar vid Copper Mountain den 19 november 2013 kraschade hon och skadade sitt högra knä, som hon tidigare skadat under världsmästerskapen 2013 i Schladming, då hon slet av korsbandet och bröt skenbenet. Därmed blev hon vid skadan i november borta från tävlandet för resten av kalenderåret 2013. Men OS i Sotji i februari 2014 såg först inte ut att ligga i farozonen. Men den 7 januari 2014 meddelades att hon på grund av problemen med sina knän inte kunde delta i tävlingarna.
Vonn började tävla igen till säsongen 2014/2015. Hon vann störtloppet i Lake Louise den 6 december 2014, första pallplatsen sedan januari 2013.
I Cortina d'Ampezzo den 19 januari 2015 tog Vonn sin 63:e världscupseger och överträffade därmed rekordet från Annemarie Moser-Pröll som hade 62. Seger nummer 64 i ordningen kom i Sankt Moritzs super-G-lopp den 25 januari 2015.
Vonn meddelade den 2 mars 2016 att hon lade ner världscupsäsongen på grund av en knäskada hon ådrog sig en vecka tidigare.
Efter nya skadeproblem under säsongen 2016/17 var Vonn till VM i Sankt Moritz ändå tillbaka i så pass bra form att hon i störtloppstävlingen tog hem en bronsmedalj. Därmed blev hon också den äldsta kvinnan i historien att vinna en alpin VM-medalj.
I februari 2019 meddelade Vonn att hon avslutar proffskarriären. Hon återkom på scenen i november 2024 och gjorde sitt första framträdande på fem år i världscupen den 21 december. Där tävlade hon i Super-G i Sankt Moritz och kom på 14:e plats. 

### Privatliv
Den 29 september 2007 gifte sig Lindsey med den amerikanske tidigare skidåkaren Thomas Vonn som under deras äktenskap även fungerade som hennes tränare. Fyra år senare, den 27 november 2011, meddelade paret att de skulle skiljas.
Lindsey Vonn hade därpå ett förhållande med golfstjärnan Tiger Woods från mars 2013 till maj 2015.
Mellan 2017 och 2020 hade hon ett förhållande med ishockeyspelaren P.K. Subban.
Lindsey Vonn bor i Vail i Colorado, men tillbringar också mycket tid i Garmisch i Tyskland. Hon talar flytande tyska och är nära vän med sin rival Maria Höfl-Riesch. Hon är ett stort fan av tennis och TV-serien I lagens namn, vilken hon tack vare sina prestationer under Olympiska vinterspelen 2010 själv fick medverka i genom en biroll i seriens allra sista avsnitt.

## Alpina världscupen

Vonn efter att ha vunnit den totala världscupen 2010 med sina då åtta segrarglober.

### Säsongsresultat
Tabellen anger Vonns placering i respektive cup under säsongerna.
| Säsong | Totalt | Slalom | Storslalom | Super-G | Störtlopp | Kombination |
| ------ | ------ | ------ | ---------- | ------- | --------- | ----------- |
| 2002   | 93     | —      | —          | 35      | 41        | —           |
| 2003   | 118    | —      | —          | —       | 47        | —           |
| 2004   | 30     | 38     | 45         | 26      | 14        | —           |
| 2005   | 6      | 28     | 35         | 3       | 5         | 5           |
| 2006   | 5      | 9      | 49         | 4       | 2         | 3           |
| 2007   | 6      | 37     | —          | 3       | 3         | 7           |
| 2008   | 1      | 32     | 13         | 6       | 1         | 2           |
| 2009   | 1      | 3      | 8          | 1       | 1         | 2           |
| 2010   | 1      | 14     | 28         | 1       | 1         | 1           |
| 2011   | 2      | 19     | 12         | 1       | 1         | 1           |
| 2012   | 1      | 20     | 2          | 1       | 1         | 1           |
| 2013   | 8      | —      | 20         | 4       | 1         | —           |
| 2014   | 68     | —      | —          | 25      | 36        | —           |
| 2015   | 3      | —      | 29         | 1       | 1         | —           |
| 2016   | 2      | 43     | 18         | 3       | 1         | 5           |
| 2017   | 19     | -      | -          | 12      | 4         | -           |
| 2018   | 10     | -      | -          | 9       | 2         | 10          |
| 2019   | 83     | -      | -          | -       | 32        | -           |

### Cuptitlar
Tabellen anger Vonns olika cupsegrar under säsongerna. Hon har hittills 20 segrar (4 i den totala världscupen, 8 i störtlopp, 5 i super-G, 3 i superkombination).
| Säsong    | Disciplin        |
| --------- | ---------------- |
| 2008      | Totalt           |
| 2008      | Störtlopp        |
| 2009      | Totalt           |
| 2009      | Störtlopp        |
| 2009      | Super-G          |
| 2010      | Totalt           |
| 2010      | Störtlopp        |
| 2010      | Super-G          |
| 2010      | Superkombination |
| 2011      | Störtlopp        |
| 2011      | Super-G          |
| 2011      | Superkombination |
| 2012      | Totalt           |
| 2012      | Störtlopp        |
| 2012      | Super-G          |
| 2012      | Superkombination |
| 2013      | Störtlopp        |
| 2015      |                  |
| Störtlopp |                  |
| Super-G   |                  |
| 2016      | Störtlopp        |

### Cupsegrar (82)
Vonn har totalt 82 segrar i världscupen: 43 i störtlopp, 28 i super-G, fem i superkombination, fyra i storslalom och två i slalom.
| Lista över segrar | Lista över segrar | Lista över segrar      | Lista över segrar |
| Säsong            | Datum             | Plats                  | Disciplin         |
| ----------------- | ----------------- | ---------------------- | ----------------- |
| 2005              | 3 december 2004   | Lake Louise            | Störtlopp         |
| 2006              | 3 december 2005   | Lake Louise            | Störtlopp         |
| 2006              | 17 december 2005  | Val-d'Isère            | Störtlopp         |
| 2006              | 3 mars 2006       | Kvitfjell              | Super-G           |
| 2007              | 2 december 2006   | Lake Louise            | Störtlopp         |
| 2007              | 20 december 2006  | Val-d'Isère            | Störtlopp         |
| 2007              | 28 januari 2007   | San Sicario            | Super-G           |
| 2008              | 1 december 2007   | Lake Louise            | Störtlopp         |
| 2008              | 21 december 2007  | St Anton               | Störtlopp         |
| 2008              | 22 december 2007  | St Anton               | Superkombination  |
| 2008              | 19 januari 2008   | Cortina d'Ampezzo      | Störtlopp         |
| 2008              | 9 februari 2008   | Sestriere              | Störtlopp         |
| 2008              | 8 mars 2008       | Crans-Montana          | Störtlopp         |
| 2009              | 15 november 2008  | Levi                   | Slalom            |
| 2009              | 5 december 2008   | Lake Louise            | Störtlopp         |
| 2009              | 17 januari 2009   | Altenmarkt-Zauchensee  | Superkombination  |
| 2009              | 30 januari 2009   | Garmisch-Partenkirchen | Slalom            |
| 2009              | 1 februari 2009   | Garmisch-Partenkirchen | Super-G           |
| 2009              | 22 februari 2009  | Tarvisio               | Super-G           |
| 2009              | 1 mars 2009       | Bansko                 | Super-G           |
| 2009              | 11 mars 2009      | Åre                    | Störtlopp         |
| 2009              | 12 mars 2009      | Åre                    | Super-G           |
| 2010              | 4 december 2009   | Lake Louise            | Störtlopp         |
| 2010              | 5 december 2009   | Lake Louise            | Störtlopp         |
| 2010              | 18 december 2009  | Val d'Isère            | Superkombination  |
| 2010              | 8 januari 2010    | Haus im Ennstal        | Störtlopp         |
| 2010              | 9 januari 2010    | Haus im Ennstal        | Störtlopp         |
| 2010              | 10 januari 2010   | Haus im Ennstal        | Super-G           |
| 2010              | 22 januari 2010   | Cortina d'Ampezzo      | Super-G           |
| 2010              | 23 januari 2010   | Cortina d'Ampezzo      | Störtlopp         |
| 2010              | 31 januari 2010   | St. Moritz             | Super-G           |
| 2010              | 6 mars 2010       | Crans Montana          | Störtlopp         |
| 2010              | 12 mars 2010      | Garmisch-Partenkirchen | Super-G           |
| 2011              | 5 december 2010   | Lake Louise            | Super-G           |
| 2011              | 18 december 2010  | Val d'Isère            | Störtlopp         |
| 2011              | 19 december 2010  | Val d'Isère            | Superkombination  |
| 2011              | 8 januari 2011    | Zauchensee             | Störtlopp         |
| 2011              | 21 januari 2011   | Cortina d'Ampezzo      | Super-G           |
| 2011              | 23 januari 2011   | Cortina d'Ampezzo      | Super-G           |
| 2011              | 26 februari 2011  | Åre                    | Störtlopp         |
| 2011              | 6 mars 2011       | Tarvisio               | Super-G           |
| 2012              | 22 oktober 2011   | Sölden                 | Storslalom        |
| 2012              | 2 december 2011   | Lake Louise            | Störtlopp         |
| 2012              | 3 december 2011   | Lake Louise            | Störtlopp         |
| 2012              | 4 december 2011   | Lake Louise            | Super-G           |
| 2012              | 7 december 2011   | Beaver Creek           | Super-G           |
| 2012              | 15 januari 2012   | Cortina d'Ampezzo      | Super-G           |
| 2012              | 27 januari 2012   | St. Moritz             | Superkombination  |
| 2012              | 28 januari 2012   | St. Moritz             | Störtlopp         |
| 2012              | 4 februari 2012   | Garmisch-Partenkirchen | Störtlopp         |
| 2012              | 26 februari 2012  | Bansko                 | Super-G           |
| 2012              | 9 mars 2012       | Åre                    | Storslalom        |
| 2012              | 14 mars 2012      | Schladming             | Störtlopp         |
| 2013              | 30 november 2012  | Lake Louise            | Störtlopp         |
| 2013              | 1 december 2012   | Lake Louise            | Störtlopp         |
| 2013              | 2 december 2012   | Lake Louise            | Super-G           |
| 2013              | 8 december 2012   | St Moritz              | Super-G           |
| 2013              | 19 januari 2013   | Cortina d'Ampezzo      | Störtlopp         |
| 2013              | 26 januari 2013   | Maribor                | Storslalom        |
| 2015              | 6 december 2014   | Lake Louise            | Störtlopp         |
| 2015              | 20 december 2014  | Val d'Isère            | Störtlopp         |
| 2015              | 18 januari 2015   | Cortina d'Ampezzo      | Störtlopp         |
| 2015              | 19 januari 2015   | Cortina d'Ampezzo      | Super-G           |
| 2015              | 25 januari 2015   | St. Moritz             | Super-G           |
| 2015              | 8 mars 2015       | Garmisch-Partenkirchen | Super-G           |
| 2015              | 18 mars 2015      | Méribel                | Störtlopp         |
| 2015              | 19 mars 2015      | Méribel                | Super-G           |
| 2016              | 4 december 2015   | Lake Louise            | Störtlopp         |
| 2016              | 5 december 2015   | Lake Louise            | Störtlopp         |
| 2016              | 6 december 2015   | Lake Louise            | Super-G           |
| 2016              | 12 december 2015  | Åre                    | Storslalom        |
| 2016              | 9 januari 2016    | Altenmarkt-Zauchensee  | Störtlopp         |
| 2016              | 10 januari 2016   | Altenmarkt-Zauchensee  | Super-G           |
| 2016              | 23 januari 2016   | Cortina d'Ampezzo      | Störtlopp         |
| 2016              | 24 januari 2016   | Cortina d'Ampezzo      | Super-G           |
| 2016              | 6 februari 2016   | Garmisch-Partenkirchen | Störtlopp         |
| 2017              | 21 januari 2017   | Garmisch-Partenkirchen | Störtlopp         |
| 2018              | 16 december 2017  | Val-d'Isère            | Super-G           |
| 2018              | 20 januari 2018   | Cortina d'Ampezzo      | Störtlopp         |
| 2018              | 3 februari 2018   | Garmisch-Partenkirchen | Störtlopp         |
| 2018              | 4 februari 2018   | Garmisch-Partenkirchen | Störtlopp         |
| 2018              | 14 mars 2018      | Åre                    | Störtlopp         |

## Mästerskap

### OS

#### Salt Lake City 2002
Vonn gjorde sin OS-debut i Salt Lake City där hon tävlade i slalom samt kombination. Hon placerade sig på 32:a plats i slalom och på sjätte plats i kombination.

#### Turin 2006
Inför OS i Turin 2006 var Vonn ett stort medaljhopp. Vid det andra träningsåket inför störtloppet kraschade hon våldsamt och fördes med helikopter till sjukhus med misstankar om en bruten rygg. Efter att dessa farhågor hade stillats tävlade hon i störtloppet två dagar senare och kom på en åttonde plats. Hon tävlade även i super-G (sjunde plats) samt slalom (14:e plats) och belönades med ett U.S. Olympic Spirit Award för sina insatser.

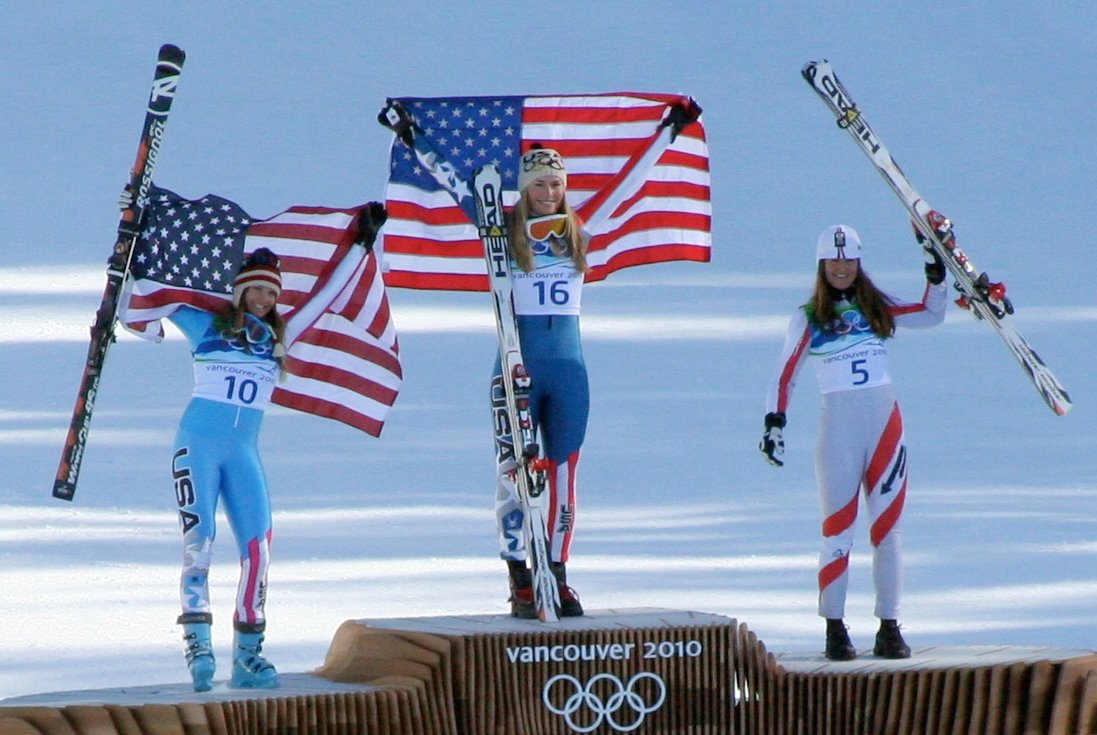
Prisutdelningen i Whistler den 18 februari 2010 efter OS-tävlingen i störtlopp. V-H: Julia Mancuso (silver), Lindsey Vonn (guld) och Elisabeth Görgl (brons)

#### Vancouver 2010
Vonn var storfavorit inför OS i Vancouver och hade redan säkrat flera världscupssegrar veckorna innan OS. Veckan innan spelen inleddes meddelade Vonn att hon hade ådragit sig en skada på smalbenet som gjorde att hon hade svårt att prestera fullt ut på grund av smärtorna. På grund av det varma vädret sköts dock de alpina tävlingarna upp, och Vonn vann sin första tävling (störtlopp). I nästa gren, superkombination, kraschade hon i det andra åket, men i super-G-tävlingen tog hon brons, efter Andrea Fischbacher och Tina Maze. I storslalomtävlingen föll Vonn så illa att hon bröt ett finger. Hon ställde dock ändå upp i den sista tävlingen, slalom, med fullföljde inte heller den tävlingen.

### VM

#### Bormio 2005
Vonn gjorde sitt första VM i Bormio 2005. Hon placerade sig på en femteplats i både störtlopp och kombination, samt på nionde plats i super-G. Hon fullföljde inte storslalomtävlingen och ställde inte upp i slalom.

#### Åre 2007
Vid VM i Åre 2007 tog Vonn silver i både störtlopp och super-g. Hon fullföljde inte superkombinationstävlingen, och skadade sitt knä inför slalomtävlingen så pass illa att hon var tvungen att avsluta säsongen en månad i förtid.

#### Val-d'Isère 2009
Vonn inledde VM i Val-d'Isère med att ta sitt första VM-guld, i super-G. Efter att ha blivit diskvalificerad för att ha grenslat en port i superkombinationen vann hon därefter guld även i störtlopp. Hon ställde inte upp storslalom och körde ur i andra åket i slalomtävlingen.

#### Garmisch-Partenkirchen 2011
Inför VM i Garmisch-Partenkirchen hade Vonn ådragit sig en hjärnskakning vid en krasch under träning. Hon ställde bara upp i två grenar; super-g där hon placerade sig på sjunde plats, och störtlopp, där hon tog en silvermedalj.

#### Schladming 2013
I Super-G-tävlingen kraschade hon svårt och slet av korsbandet och yttre ledbandet i knät. Hon fördes akut till sjukhus med ambulanshelikopter. Hon kunde inte fullfölja världsmästerskapet och missade resten av säsongen 2012/2013.

#### Vail/Beaver Creek 2015
I mästerskapets första tävling, super-G-loppet, tog hon en bronsmedalj.

#### Åre 2019
Veckan före VM meddelade Vonn att hon skulle genomföra sina sista tävlingar i karriären i Åre. Under super-G-loppet kraschade hon, men utan att ådraga sig några allvarliga skador. Störtloppet den 10 februari blev hennes allra sista tävling där hon lyckades vinna en bronsmedalj. Störtloppet bevittnades, efter Lindsey Vonns egen önskan, på plats av Ingemar Stenmark.